# Nikolaus von Halem
Nikolaus Christoph von Halem (15 de marzo de 1905 - 9 de octubre de 1944) fue un abogado y empresario alemán, miembro de la resistencia contra el Nazismo.

## Primeros años
Halem nació en Schwetz en Prusia Occidental (actualmente Świecie, Polonia). Era el cuarto vástago de Gustav Adolf von Halem (1870-1932), un administrador de distrito prusiano, y de su esposa Hertha von Halem, nacida von Tiedemann (1879-1957). Durante la Primera Guerra Mundial la familia se trasladó a Berlín.
De niño Halem fue primero educado en casa, y más tarde asistió a un gymnasium en Schwetz. Después del traslado de su familia a Berlín, asistió a la escuela en el monasterio protestante en Roßleben, Turingia. Terminada la escolarización secundaria, en marzo de 1922, estudió Derecho en la Universidad de Göttingen, en Leipzig, Múnich, y Heidelberg. Durante su periodo en la universidad perteneció a la fraternidad de estudiantes Corps Saxo-Borussia Heidelberg, pero fue excluido por intoxicación.
Desde 1931 se ocupó de oficinista. En el mismo año se casó con Marie (Mariechen) Garbe, con quien tuvo dos hijos varones.

## Política
Después de sus estudios, Halem se unió inicialmente a las tropas paramilitares de extrema derecha del Reichswehr negro y se vio involucrado en el Putsch de la Cervecería de Adolf Hitler y en la marcha nazi sobre el Feldherrnhalle de Múnich el 9 de noviembre de 1923. Posteriormente, sin embargo, se distanció del alzamiento del Partido Nazi. Sobre 1930, estuvo activo en los círculos conservadores católicos en torno al erudito Carl von Jordans en Berlín, cuyo objetivo era alejar al movimiento nazi del poder. A través de estos grupos y su formación legal estableció estrecho contacto con otros opositores de los nazis como Karl Ludwig Freiherr von und zu Guttenberg y Henning von Tresckow.
Unos pocos meses después del nombramiento de Adolf Hitler como Canciller del Reich y la toma de poder por los nazis en enero de 1933, Halem abandonó su interinaje legal para evitar tener que jurar fidelidad a Hitler. Para 1935, bajo la influencia de Ernst Niekisch y Carl von Jordans, Halem ya había concluido que matar a Hitler era una necesidad política para evitar una catástrofe.
En 1936 Halem sirvió como funcionario del Comisario de Precios del Reich Carl Friedrich Goerdeler, que poco después se disgustó con el gobierno nazi y fue remplazado por Josef Wagner. Para 1938 Halem actuaba como enlace, con su amigo Wilhelm von Ketteler, de grupos antinazi en Austria. Los planes del Anschluss de Hitler para la anexión de Austria disgustaron a Halem, mientras que Ketteler conspiraba para asesinar al dictador al tiempo de la invasión germana. Según su hermano, Halem viajó a Checoslovaquia durante el Anschluss en marzo de 1938, para estar seguro y no ser arrestado por la Gestapo.
En 1940 Halem asumió una posición de liderazgo en la gestión de bienes de su amigo Hubert von Ballestrem. Esta actividad le sirvió como fachada para disfrazar su renovada actividad en los planes de asesinato y el objetivo de descontento político. Hizo muchos viajes de negocio al extranjero y los usó para contactar con grupos antinazis en Inglaterra y otros países.

## Planes de asesinato
Ya en la Noche de los Cuchillos Largos en 1934, Halem estuvo envuelto en una conspiración para asesinar a Hitler, junto a Josef "Beppo" Römer, un antiguo miembro del Freikorps como él, que llevó al arresto de Römer y a su encarcelamiento en el campo de concentración de Dachau hasta 1939. Durante la invasión de Polonia, ambos estuvieron de acuerdo de que la guerra de Hitler era "pura locura" y vieron la necesidad de terminar con Hitler, la guerra y eliminar el gobierno nazi. Halem ofreció a Josef Römer dinero para encontrar y esconder un asesino que eliminaría a Hitler con un disparo o utilizando una granada.
En 1941 Halem rompió el contacto con Römer que estaba de acuerdo en continuar con el plan pero todavía vacilaba en actuar. A principios de 1942, Römer fue arrestado por la policía nazi y bajo tortura reveló el complot de asesinato. Halem fue arrestado el 26 de febrero de 1942 por la Gestapo y sufrió tortura en varias prisiones y campos de concentración, incluido Sachsenhausen, pero no reveló ninguno de sus compañeros conspiradores. En junio de 1944, poco antes del intento de golpe de Estado del 20 de julio de 1944, el Tribunal del Pueblo acusó a Halem por conspiración para cometer traición y socavar el esfuerzo de guerra. Fue sentenciado a muerte y ejecutado mediante la guillotina en la prisión de Brandeburgo-Görden el 9 de octubre de 1944.

## Recuerdo

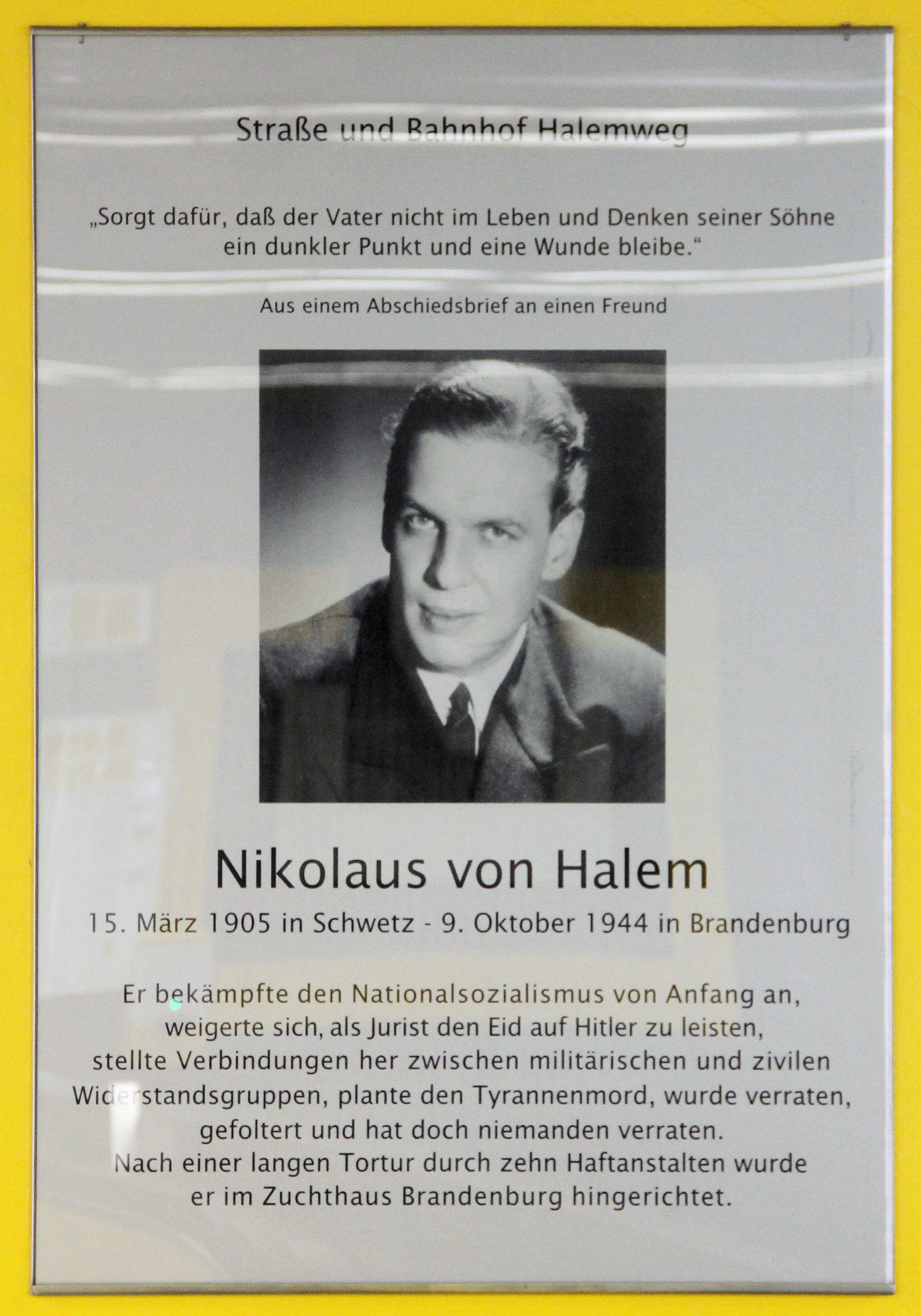
Placa conmemorativa de Nikolaus Christoph von Halem en la estación de Halemweg en Charlottenburg-Norte, Berlín.

En la vecindad de la prisión de Plötzensee en Berlín, una calle fue llamada Halemweg en 1957. En las cercanías se halla la estación de metro U-Bahn llamada igualmente Halemweg. En la estación se halla una placa erigida en honor a Halem en septiembre de 2010.  En Brandenburg an der Havel existe una calle nombrada en su honor: Nikolaus-von-Halem-Straße. (52°25′15″N 12°32′47″E / 52.4209582, 12.5464478)